# إي إس بي إن (شبكة)
إي إس بي إن (شبكة) (برمجة شبكة إعلام للترفيه والرياضة) هي شبكة تلفزيونية تتناول موضوعات محددة في مجال الرياضة، ورغم أن الشركة أمريكية إلا أن العديد من الشركات التابعة تغطي البث العالمي.
في الأصل كانت شبكة إي إس بي إن جمعية تشاركية عام 1979 بين شركة جيتي للنفط (التي استحوذت عليها شركة تكساكو) وشركة نابيسكو للمواد الغذائية الأمريكية. في عام 1984، تم شراء جميع شبكات إي إس بي إن إضافة إلى حق الإمتياز من قبل هيئة الإذاعة الأمريكية (إي بي سي) بحصة (٪80) وشركة هيرست (٪20).
بعد شراء إي بي سي من قبل شركة والت ديزني عام 1996، أصبحت ملكية الشركة حاليا تعود لشركة والت ديزني بحصة (٪80) وشركة هيرست (٪20).
وقد شوهدت شبكة إي إس بي إن وحدها عام 2007 من قبل 96 مليون مشاهد أمريكي. وقد أصبحت قنوات المجموعة علامة فارقة في مجال الرياضة حيث يمكن مقارنتها بشبكة تلفزيون سي إن إن CNN.
يقع مقرها الرئيسي في إي إس بي إن بلازا في بريستول (كونيتيكت).

## التاريخ
تأسَّسَت شبكة إي إس بي إن عام 1979 على يدِ بيل راسموسن في محاولةٍ منهُ لبث الرياضات عبر شبكة لبرامج الترفيه والرياضة (بالإنجليزية: Entertainment and Sports Programming Network)‏ ومنها جاء اسمُ الشبكة إي إس بي إن (بالإنجليزية: ESPN Inc)‏. دعمت الشركة البتروليّة جيتي أويل وشركة أنهايزر بوش وكذا الرابطة الوطنية لرياضة الجامعات الشبكة الجديدة، وبحلول عام 1984 استحوذت شبكة التلفزيون الأمريكية آي بي سي على حصّة لا بأس بها من الشبكة. اندمجت آي بي سي مع شركة كومينيكيشن كابيتال سيتيز (بالإنجليزية: Capital Cities Communications)‏ قبل أن تستحوذ شركة والت ديزني على الشركة المُدمَجة – وبالتالي على شبكة إي بي إس إن – عام 1996.
بعد فترةٍ وجيزةٍ من انسحابه من منصبه كمديرٍ لفريقِ نيو نيو إنجلاند ويلرز برابطة الهوكي العالمية، وضعَ راسموسن في أيار/مايو 1978 خُطةً لبثِّ الأحداث الرياضية على قنوات الكابل. بدأ راسموسن رفقة ابنه سكوت في التفكيرِ في إنشاء قناة رياضية وطنية في الوقتِ الذي كانت فيهِ شركة راديو أمريكا تُوفّر هذه الخدمة بشكلٍ مدفوع. وجدَ سكوت ووالده أنه من الأرخصِ استئجار جهاز مرسل مستجيب عبر الأقمار الصناعية بدوام كامل بدلًا من 5 ساعات في اليوم التي تُوفّرها شركة راديو أمريكا وهو ما دفعَ الاثنانِ إلى التركيزِ أكثر فأكثر على خطّتهم في إنشاء قناة رياضية وطنيّة يُمكن مشاهدتها من جميعِ أنحاء الولايات المتحدة.
حصل بيل راسموسن على رخصةٍ من الرابطة الوطنية لرياضة الجامعات في السابع من شباط/فبراير 1979 مكّنته من بثِّ رياضات الرابطة على شبكة إي إس بي إن. تمكَّنت الشبكة في اليوم التالي من نصبِ خيوط كابلاتها وذلك لبثِّ حدثٍ رياضيّ في تكساس، كما عقدت شراكة مع شركة خاصّة لهذا الغرض وحصلت على تمويلٍ ودعمٍ من شركة جيتي أُويْل. اشترى راسموسن عام 1979 مساحة أرضيّة في بريستول بكونيتيكت بغرض بناء مقرّ شبكة إي إس بي إن. بدأت معالم الشبكة الأوليّة في التوضح في تموز/يوليو 1979 ثمّ استأجر راسموسن جهازًا للإرسال والاستقبال من راديو أمريكيا عبر بطاقتهِ الائتمانية. أصبحت شركةُ أنهيزر بوش (بالإنجليزية: Anheuser-Busch)‏ راعيًا رئيسيًا للشبكة بعدما وقَّعت معها عقد إعلانٍ بقيمة 1.4 مليون دولار وهو رقمٌ قياسي في ذلك الوقت، ثمَّ استثمرت شركة جيتي أويل 10 ملايين دولار في الشبكة عام 1979. بثَّت قناة إي إس بي إن في السابع من أيلول/سبتمبر من نفس العام على الهواء مباشرة حيثُ بثَّت لـ 24 ساعة كاملة في عطلات نهاية الأسبوع معَ ساعات محدودة خلال باقي أيّام الأسبوع. توفَّرت القناة لدى إجمالي مليون أسرة (من بين 20 مليون أسرة)، وتطوَّرت القناة مع مرور الوقت وتطور التكنولوجيا.
بدأت الشبكة عام 1980 في السير على نظامٍ معيّن وركّزت على تطوير مقرها في تكساس من أجل تقديم خدمات أفضل. بدأ الشبكة البثّ رسميًا على طولِ اليوم في أيلول/سبتمبر 1980، كما أضافت باقة مشاهدة مباريات الملاكمة الأسبوعية جنبًا إلى جنبٍ مع الباقات القديمة. عُيّن في وقتٍ ما رئيس قناة إن بي سي الرياضيّة شيت سيمونز للمساعدةِ في تشغيلِ إي إس بي إن. كان سيمونز وراسموسن على خلافٍ مع المديرين التنفيذيين لشركة جيتي أويل الذين انحازوا في النهاية إلى سيمونز ثم أقالوا في نهاية عام 1980 راسموسن من منصب رئيس الشركة لكنه بقي يحملُ منصبًا شرفيًا إلى أن قرَّر في العام الموالي مغادرة الشركة نهائيًا ثم باعَ عام 1984 حصصه في الشبكة.
استثمرت شركة جيتي أويل 15 مليون دولار أخرى في الشبكة ولم يكن من المتوقع أن تذر الأخيرة أرباحًا على الشركة النفطيّة في وقتٍ قريب. دفعَ هذا شركة جيتي لاستشارة شركة ماكنزي بغرضِ تقييم مستقبلِ إي إس بي إن وما إذا كان الاستثمار فيها مشروعًا ناجحًا. كان مستشار شركة ماكينزي المكلفة بالدراسة هو روجر ويرنر الذي توصَّل إلى نتيجةٍ مفادها أنَّ استثمار 120 مليون دولار أخرى في الشبكة سيجعلُ منها شبكة كبيرة ومهمّة والأهم أنها ستذر الكثير من الأرباح بعد خمس سنواتٍ على الأكثر. أُعجب شركة جيتي أويل بما جاء به ويرنر من دراساتٍ وأفكار فعيّنتهُ نائبًا لرئيس للشؤون المالية والإدارة والتخطيط ثمّ كلفتهُ بوضعِ خططِ العمل الجديدة. طوَّرَ روجر ويرنر مصدرًا جديدًا للإيرادات لا يقتصرُ على الإعلانات فحسب بل يتضمَّنُ أيضًا رسوم الاشتراك التي سيدفعها مشغلو الكابلات حسب عددِ المشتركين في الشبكة وذلك بدءًا من 6 سنتات. أقنعَ ويرنر وباقي ملاك الشبكات معظم مزودي الكابلات المترددين بدفع ثمن رسوم الاشتراك الرمزيّ نوعًا ما والذي أصبحَ بحلول عام 1985 نحو 10 سنتات بدل 6.
كانت إي إس بي إن أكبر قناة كبلية بحلول نهاية عام 1983 مع توفّرها في منزل نحو 28.5 مليون أسرة. بدأت الشبكة في نفس العام أيضًا في بثّ برامجها خارج الولايات المتحدة. اشترت شركة آي بي سي في كانون الثاني/يناير 1984 ما نسبتهُ 14٪ من أسهم الشبكة ثم استحوذت على حصّة أكبر في حزيران/يونيو التالي، قبل أن تستحوذ بالكامل على شركة كابيتل سيتي كومينيكيشن – التي لها هي الأخرى أسهمٌ في الشبكة – في أوائل عام 1986. أصبحَ ويرنر بعد عامين من هذا الاستحواذ الرئيس والمدير التنفيذي لشبكة إي إس بي إن.

## التوسّع
بدأت إي إس بي إن بالتوسُّعِ في دول أخرى كما أضافت الشبكة العديد من البرامج والأحداث ضمنَ برمجتها. قرَّرت الشبكة عام 1988 البدء في بث برامجها دوليًا فأسَّسَت لهذا الغرض وجودًا لها في أمريكا اللاتينية ثم تواجدت في آسيا عام 1992 عبر شبكة إي إس بي إن آسيا. دخلت الشبكة – التي أصبحت عالميّة –في شراكةٍ مع تي أف 1 وكنال+ من أجلِ تأسيسِ وجودٍ قويّ لها في أوروبا ومنافسة باقي الشبكات في القارة. طرأ على الشبكة عددٌ من التغييرات الفنيّة والإداريّة خلال فترة التوسع هذه، حيث كانت البداية معَ شركة آي جي آر نابيسكو التي باعت حصتها البالغة 20 بالمائة في إي إس بي إن إلى شركة هيرست، ثمَّ تلا ذلك استقالة ويرنر من منصب الرئيس التنفيذي في تشرين الأول/أكتوبر 1990 حتى يُتاح له العمل في ذات المنصب في شبكة رياضيّة أخرى. حلَّ محله ستيف بورنشتاين في منصبِ الرئيس التنفيذي بعدما كانَ نائب الرئيس التنفيذي المسؤول عن البرمجة والإنتاج. بدأت إي إس بي إن معَ شبكة راديو آي بي سي عام 1991 ببرمجة بثّ 16 ساعة في الأسبوع، ثم توسَّعت أكثر حينما استحوذت على القسم الرياضي لشركة أولماير للاتصالات (بالإنجليزية: Ohlmeyer Communications)‏ في آذار/مارس 1993. أطلقت الشبكة في الأول من تشرين الأول/أكتوبر 1993 على الساعة السابعة والنصف مساءً قناة جديدة حملت الاسم إي إس بي إن 2 وذلك لاستهدافِ فئة الشباب الذين تتراوح أعمارهم بين 18 و34 عامًا. واصلت إي إس بي إن عملياتها الاستحواذيّة حينما سيطرت في العام 1994 على شركة كرييتيف سبورتس (بالإنجليزية: Creative Sports)‏.
واصلت الشبكة عمليّاتها التوسعية فاستحوذت عام 1997 على شركة كلاسيك سبورتس نتورك (بالإنجليزية: Classic Sports Network)‏، ثم استحوذت في العام 2006 على شبكة أمريكا الشمالية الرياضية التي أعادت تسميتها باسكِ إي إس بي إن أميركا في فاتح شباط/فبراير 2009. اشترت ديزني في آب/أغسطس 2016 حصّة الثلث من شركة إم إل بي أدفنسد ميديا (بالإنجليزية: MLB Advanced Media)‏ مقابل مليار دولار مع خيار شراء حصّة الأغلبية وهو الخيار الذي فُعّل فعلًا في وقتٍ لاحقٍ حينما أصبحت ديزني تمتلكُ 75٪ من أسهم إم إل بي. لقد اشترت ديزني الحصّة لتطويرِ خدمة بثّ الاشتراك التي تحملُ علامة إي إس بي إن والتي سُميّت فيما بعد إي إس بي إن +.

## الخدمات

### التلفاز
- شبكة آي سي سي (2019 إلى الآن)
- إي إس بي إن (1979 إلى الآن)
- إي إس بي إن الدوليّة (1989 حتى الآن)
- إي إس بي إن 2 (1993 إلى الآن)
- أخبار إي إس بي إن (1996 إلى الآن)
- إي إس بي إن كلاسيك (1997 إلى الآن)
- إي إس بي إن الدفع مقابل المشاهدة (1999 إلى الآن)
- أفلام إي إس بي إن (2001 إلى الآن)
- إي إس بي إن ديبورتس (2004 إلى الآن)
- إي إس بي إن يو (2005 إلى الآن)
- أحداث إي إس بي إن
- شبكة لونغورن (2011 إلى الآن: مشروع مشترك مع جامعة تكساس في أوستن وكلية آي إم جي)
- شبكة إس آي سي (2014 إلى الآن)

### الراديو
- راديو إي إس بي إن (1992 إلى الآن)
- راديو إي إس بي إن ديبروتس (2005-2019)
- إي إس بي إن إكسترا (2008 إلى الآن)
- إل آر آي 710 إي إس بي إن 107.9 (2010 إلى الآن)
- راديو إلدورادو إي إس بي إن (2007-2011)
- راديو إي إس بي إن (2011-2012)
- كيسن
- كيسبن (710 آي إم: لوس أنجلوس)
- ويبن-إف إم (98.7 إف إم: مدينة نيويورك)
- ويبن (آي إم) (1050 صباحًا، مدينة نيويورك)
- دابليو إم في بي (1000 آي إم: شيكاغو)

### الإنترنت
- إي إس بي إن.كوم (1993 إلى الآن)
- إي إس بي إن 3 (2005 إلى الآن)[ا]
- إي إس بي إن موشن (2003 إلى الآن)
- واتش إي إس بي إن (2011-2019)[ب]
- إي إس بي إن + (2018 إلى الآن)[ج]
- ذا أندفيتد[16] [د]
- إي إس بي إن دابليو دوت كوم[ه]
- إي إس بي إن موبي
- إي إس بي إن ديبورتس
- إي إس بي إن إف سي[و]
- إي إس بي إن إف دوت كوم[ز]
- إي آس بي آن كريك إنفو[ح]
- إي إس بي إن سكروم دوت كوم[ط]
- إكس بي إن دوت كوم [ي]

## التواجد

### كندا
بموجبِ قواعد هيئة الإذاعة والتلفزيون والاتصالات الكندية فيما يتعلق بالشركات الإعلاميّة الأجنبيّة، فقد مُنعت إي إس بي إن من شراء حصص الأغلبية لأيِّ قناةٍ تعملُ في كندا. دخلت إي إس بي إن بدلًا من ذلك في شراكات مع العديد من الشركات الكندية لتشكيلِ اتحادٍ خاص يُدعى اتصالات نيت ستار (بالإنجليزية: NetStar Communications)‏ وذلك عام 1995. استحوذَ هذا الاتحاد على على الشبكتينِ الرياضيتين الكندييتينِ تي إس إن وآر دي إس. باعَ الشركاء الكنديون في الاتحادِ عام 2001 حصصهم لشركة سي تي في (تُعرف حاليًا باسمِ بيل ميديا)، ومع ذلك فقد ظلَّت إي إس بي إن تمتلكُ 20 في المائة مما يُعرف الآن بسي تي في سبسياليتي تيليفجن بينما تمتلكُ شركة بيل ميديا (بالإنجليزية: Bell Media)‏ نسبة 80 في المائة المتبقيّة.
القنوات الرياضية المملوكة لسي تي في سبسياليتي تيليفجن هي:
- تي سي إن
- آر دي إس
- آر دي إس 2
- آر دي إس إنفو
- إي إس بي إن كلاسيك

من خلال منصّة سي تي في، تمتلكُ إي إس بي إن أيضًا حصصًا غير مباشرة في العديد من القنوات التي تعمل بالشراكة مع ديسكفري كوميونيكيشنز، ولكن لا يُعتقد أن شبكة إي إس بي إن متورطة بشكل مباشر في هذه الحصص أو حتى الشراكات.

### المملكة المتحدة
استحوذت إي إس بي إن عام 2006 على شبكة أمريكا الشمالية الرياضية وأعادت تسميتها لاحقًا باسم إي إس بي إن أميركا. أطلقت الشبكة قناة محلية في المملكة المتحدة وذلك بعد الحصول على جزءٍ من حزمة الحقوق المحلية لبثِّ الدوري الإنجليزي الممتاز إلى جانبِ سكاي سبورتس لتحلَّ محل قناة سيتانتا سبورتس التي أفلست. استمرَّت شبكة إي إس بي إن عبر قناتها بي تي سبورت إي إس بي إن في بثّ الدوري الممتاز من موسم 2009–10 إلى موسم 2012–13. فقدت الشبكة عام 2012 العديد من حقوقها الرياضية الرئيسية بما في ذلك الدوري الإنجليزي الممتاز لصالح مجموعة بي تي.
توصَّلت إي إس بي إن في الخامس والعشرون من كانون الثاني/يناير إلى صفقةٍ لبيع حقوقها التلفزيونية في المملكة المتحدة وأيرلندا بما في ذلك حقوق برمجة قناة إي إس بي إن أمريكا إلى مجموعة بي تي. أصبحَ نشاطُ الشبكة في المملكة المتحدة منعدمًا وذلك بعد سيطرة بي تي سبورت، وهو ما أجبرَ إي إس بي إن على إغلاق عددًا من قنواتها هناك لعلَّ أبرزها إي إس بي إن كلاسيك وإي إس بي إن أمريكا، فيما وصلت استهداف الجمهور البريطاني عبر مواقعها على الويب من خلال موقع إي إس بي إن كو دوت يو كاي وإي إس بي إن إف سي وإي آس بي آن كريك إنفو وإسبنسكروم. توصَّلت إي إس بي إن بعد ذلك بعامينِ إلى اتفاقٍ طويل الأمد مع بي تي سبورت للحصولِ على الحقوق البريطانية في البرمجة الأصلية لشبكة إي إس بي إن وباقي حقوق الأحداث الدوليّة.

### مناطق أخرى
لدى الشبكة عددٌ من القنوات وحتى الفروع التي تنشطُ (أو تسهدفُ) مناطق أخرى خارج الولايات المتحدة والمملكة المتحدة وكندا. هذه قائمةٌ مُصغّرة بالقنوات أو الخدمات التابعة للشبكة والتي تستهدفُ جمهور دول أخرى أو أحداث أخرى:
- جوائز إي إس بي واي (1993 حتى الآن)
- مجلة إي إس بي إن (1998-2019)
- استطلاع إي إس بي إن الرياضي (1994 إلى الآن)
- إي إس بي إن برود باند (2002 إلى الآن}}
- كُتب إي إس بي إن (2004 إلى الآت)
- إي إس بي إن يو دوت كوم (2005 إلى الآن)
- إي إس بي إن لا ريفيستا (2005 إلى الآن)
- ألعاب إي إس بي إن على الإنترنت (2006 إلى الآن)
- مجمع إي إس بي إن للرياضات (2010 إلى الآن)
- ألعاب إكس (1995 إلى الآن)